# تپه دباتا
تپه دباتا مربوط به دوران پیش از تاریخ ایران باستان است و در گنبد کاووس، ضلع شرقی جاده گنبد کاووس به داشلی برون واقع شده و این اثر در تاریخ ۱۰ خرداد ۱۳۸۲ با شمارهٔ ثبت ۸۸۵۳ به‌عنوان یکی از آثار ملی ایران به ثبت رسیده است.